# Henri X de Reuss-Lobenstein
Henri X, comte de Reuss-Lobenstein (9 septembre 1621 à Gera - 25 janvier 1671 à Lobenstein) est un noble allemand, et recteur de l'université de Leipzig.

## Biographie
Henri X est le fils de Henri II de Reuss-Gera et de Madeleine de Schwarzbourg-Rudolstadt. Après la mort de son père, en 1635, il est élevé par ses grands frères Henri II (1602-1670) et Henri III (1603-1640). Il poursuit ses études à l'université de Leipzig. Dans le semestre d'hiver de 1641, il est élu recteur, un poste qu'il occupe jusqu'au semestre d'été de 1643.
Lorsque la principauté de Reuss branche cadette est divisé en 1647, Henri X reçoit la seigneurie de Lobenstein, moins la seigneurie de Saalbourg, qui est détachée pour l'ajouter à celle de Reuss-Gera. C'est ainsi qu'il devient le fondateur de la lignée de Reuss-Lobenstein.
En 1653, il se rend à la Diète d'Augsbourg. En 1654, il achète le château et le manoir de Hirschberg. En 1666, son frère Henri IX meurt sans héritier, et il hérite d'une partie de Reuss-Schleiz. En 1670, son frère aîné, Henri II, meurt et Henri X devient l'aîné de la Maison Reuss.
Après sa mort, ses fils, règnent sur Reuss-Lobenstein conjointement pendant quelques années et le comté est ensuite divisé.
La lignée de Reuss-Lobenstein s'est éteinte dans la ligne masculine en 1853.

## Mariage et descendance
Le 24 octobre 1647, Henri X épouse Marie-Sibylle de Reuss-Obergreiz (4 août 1625 - 21 mai 1675), fille d'Henri IV de Reuss-Obergreiz de la branche aînée. Ils ont 12 enfants :
- Henri III (16 décembre 1648 - 24 mai 1710), comte de Reuss-Lobenstein
- Henri V (18 mai 1650 - 30 décembre 1672)
- Henri VI (20 mars 1651 - 3 août 1651)
- Henri VIII (20 mai 1652 - 29 octobre 1711), comte de Reuss-Hirschberg
- Madeleine Dorothée (29 août 1653 - 11 mars 1705)
- Henriette Julienne (30 novembre 1654 - 13 juin 1728) mariée le 27 octobre 1686 à Jean-Albert de Biberstein et Ronov
- Ernestine Sophie (1656-1656)
- Amélie Christine (15 septembre 1657 - 18 février 1660)
- Henri IX (18 octobre 1659 - 18 février 1660)
- Éléonore (7 septembre 1661 - 18 août 1696)
- Sibylle Frédérique (7 septembre 1661 - 11 décembre 1728)
- Henri X de Reuss-Ebersdorf (29 novembre 1662 - 10 juin 1711)